# Championnat d'Espagne de hockey sur glace 1974-1975
Saison précédente Saison suivante
La saison 1974-1975 est la 3e saison du championnat d'Espagne de Hockey sur glace. Cette saison, le championnat porte le nom de Liga Española.
Cette saison, le championnat espagnol connaît un premier développement avec la création de 3 nouvelles équipes : le FC Barcelona Hockey engagent une seconde équipe, alors qu'une nouvelle entité apparaît dans la ville de Bilbao avec le Nogaro Bilbao. Enfin, la ville de Donostia San Sebastian voit la naissance d'un second club, les ciels et blancs du Txuri Urdin
Néanmoins, l'arrivée de ces équipes ne va pas changer la donne en Espagne puisque seul le Txuri Urdin va parvenir à intégrer le top 4.

## Clubs de la Superliga 1974-1975
- FC Barcelone
- FC Barcelone II
- Nogaro Bilbao
- CH Jaca
- CH Madrid
- CG Puigcerdà
- Real Sociedad
- Txuri Urdin

## Classement
| # | Club          |
| - | ------------- |
| 1 | Real Sociedad |
| 2 | FC Barcelone  |
| 3 | Txuri Urdin   |
| 4 | CH Jaca       |
| 5 | etc...        |
| 8 | Nogaro Bilbao |

Le Real Sociedad est sacré Champion d'Espagne de hockey sur glace 1974-1975.